# Juan Marvezzi
Juan Andrés Marvezzi (né le 16 novembre 1915 à San Miguel de Tucumán en Argentine et mort le 4 avril 1971 à Munro) était un footballeur argentin.

## Biographie

### Carrière de club
Marvezzi passe le début de sa carrière à l'Argentino de Rosario puis au Bella Vista de Tucumán avant de rejoindre le Tigre en 1937, avec qui il évolue jusqu'en 1942, année où il passe une brève période au Racing Club de Avellaneda avant de retourner au CA Tigre en 1943.
Il détient le record du meilleur buteur de l'histoire du club du Club Atlético Tigre avec 116 buts.

### Carrière internationale
Il est international avec l'équipe d'Argentine et est le meilleur buteur de la Copa América 1941. Il inscrit notamment cinq buts en un match contre l'Équateur.

## Titres
| Saison | Équipe    | Titre        |
| ------ | --------- | ------------ |
| 1941   | Argentine | Copa América |